# Stadion An der Alten Försterei
Stadion An der Alten Försterei – stadion piłkarski zlokalizowany w południowo-wschodniej  dzielnicy Berlina - Köpenick.
W pierwszym spotkaniu o punkty Union zmierzył się 7 marca 1920 roku z drużyną Viktorii Berlin. Spotkanie zakończyło się remisem 1-1.